# Fivewin
Fivewin é um conjunto de bibliotecas e APIs criado por FiveTech Software que compilados com o Clipper ou Harbour/xHarbour geram aplicações Windows (32 e 64 bits) respectivamente.
A biblioteca Fivewin acrescenta recursos visuais do Windows às aplicacões com código em Clipper, gerando aplicações nativas Windows.
O criador da biblioteca Fivewin é o espanhol Antonio Linares.
Outras versões da biblioteca incluem FiveLinux, focada em ambientes Linux, porém incompleta devido a falta de usuários, e a FWPPC (Fivewin for Pocket PC), focada nos dispositivos de mão Pocket PC.
Atualmente em desenvolvimento encontra-se o FiveMac, a versão do Fivewin para o computador da Apple. Isso foi possível graças a possibilidade do compilador Harbour ser portado para o sistema operacional do Macintosh.